# Stazione di Irun
La stazione di Irun (in basco Irungo geltokia; in spagnolo Estación de Irún) è la principale stazione ferroviaria di Irun, Spagna.
Si tratta di una stazione di confine tra la Francia (stazione di Hendaye) e la Spagna; è servita dalle Cercanías di San Sebastián.